# Triplice confine Cina-Corea del Nord-Russia
Il triplice confine Cina-Corea del Nord-Russia è il triplice confine in cui si incontrano il confine tra Cina-Russia e il confine tra Corea del Nord e Russia. Il triplice confine si trova nel fiume Tumen a circa 500 metri a monte del Ponte dell'amicizia tra Corea del Nord e Russia e a meno di 2.000 metri dall'insediamento russo di Khasan.

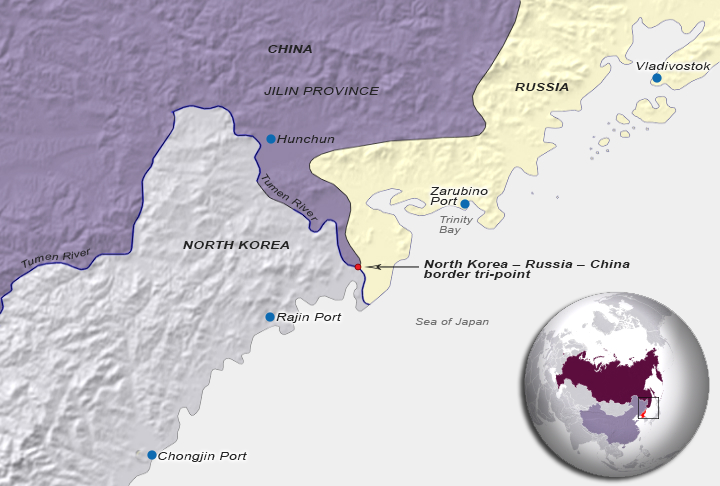
Mappa della regione del triplice confine

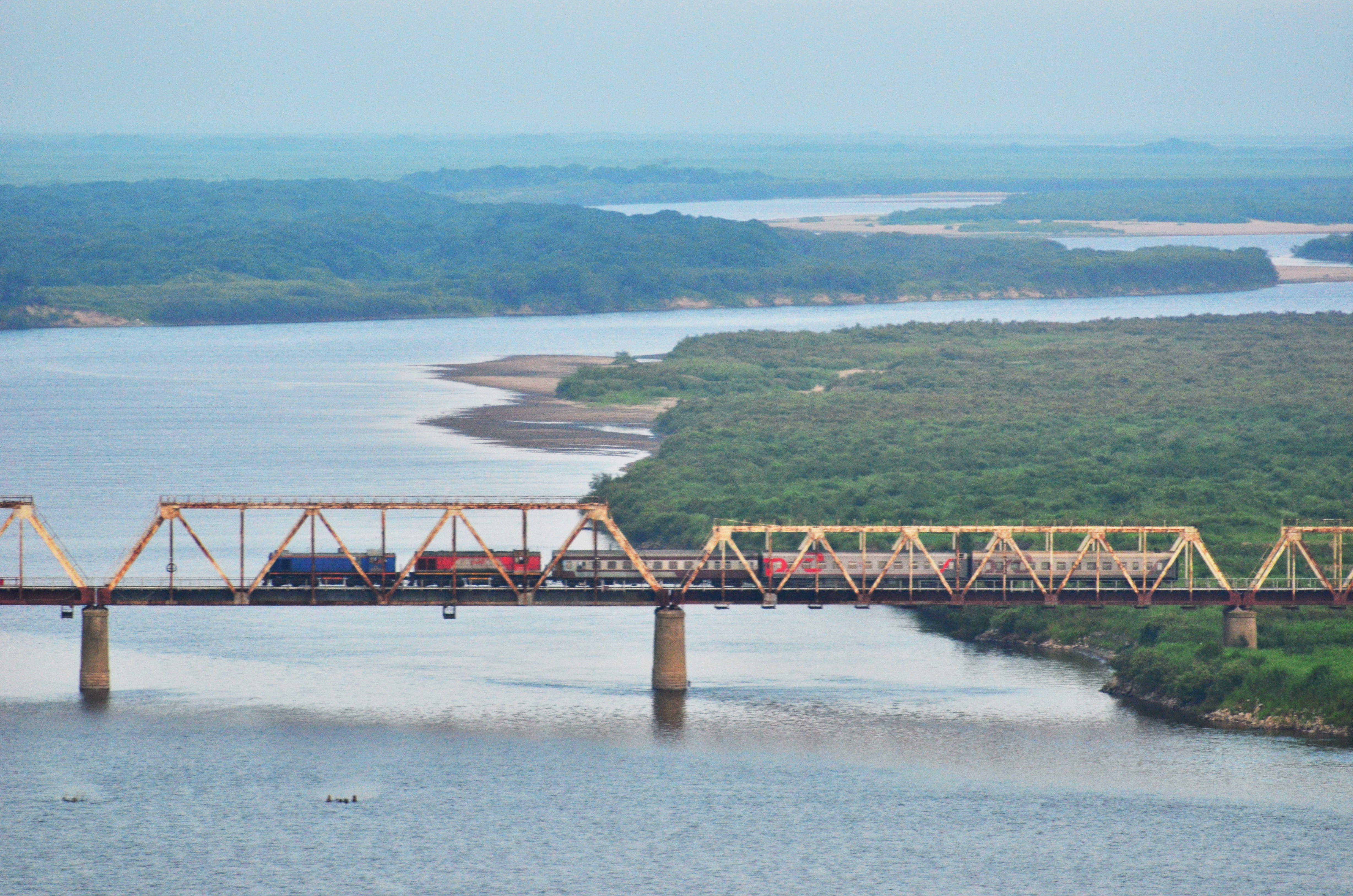
Ponte dell'Amicizia visto nel villaggio di Fangchuan, Cina

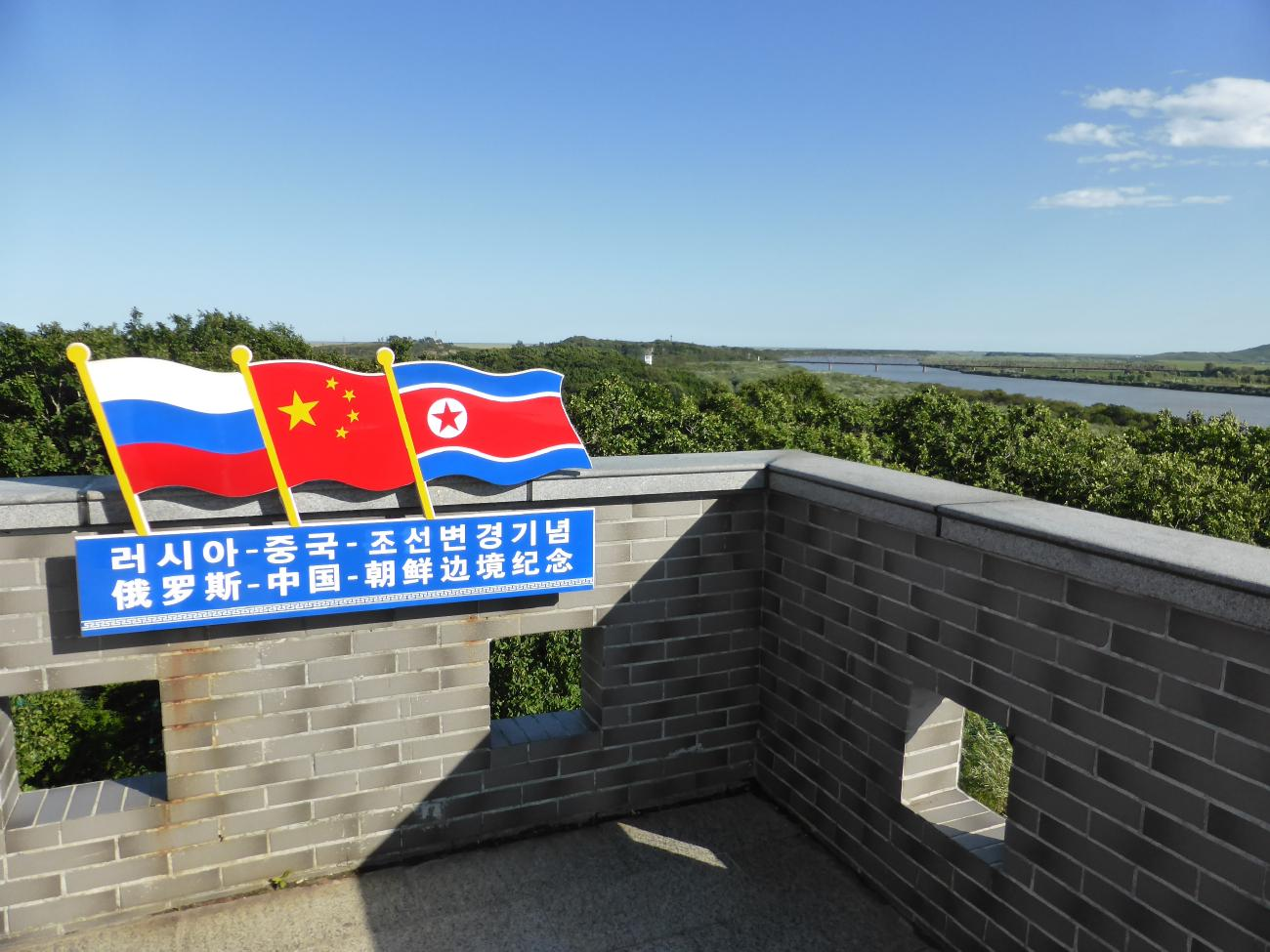
Memoriale del triplice confine Cina-Corea del Nord-Russia a Fangchuan, Cina

## Indicatori di confine
Nel trattato del 1985 sono specificati tre indicatori di confine in granito che definiscono il triplice confine, il quale è "una linea retta che corre lungo la perpendicolare dal segnale di confine n. 423 sul confine di stato Russo-Cinese fino alla linea centrale del canale principale del fiume Tumannaya  tra le due rive del fiume”.
- Indicatore di confine n. 423, confine Russia-Cina (trattato numero 1; riva sinistra) -42°25′10.2″N 130°38′17.7″E Sistema di posizionamento di Pyongyang)42°25′11.23″N 130°38′21.39″E (WGS-84)
- Indicatore della Corea (trattato numero 2; riva destra) -42°24′59.5″N 130°38′06.5″E
- Indicatore della Russia (trattato numero 3; riva sinistra) - coordinate da modificare

## Descrizione
Il confine terrestre tra Russia e Corea del Nord corre lungo il centro del fiume (Talweg) del fiume Tumen e il suo estuario, mentre il confine marittimo separa le acque territoriali dei due paesi nel Mar del Giappone.
Il principale trattato del confine fu firmato il 17 aprile 1985. Un trattato trilaterale separato specifica la posizione del triplice punto d'incontro dei confini di Russia, Corea del Nord e Cina. Il confine tra la Corea del Nord e la Russia e quello tra Corea del Nord e Cina corrono lungo il centro del fiume Tumen, mentre il confine tra Cina e Russia si avvicina al punto di congiunzione via terra da nord. Poiché il triplice confine teorico è al centro del fiume, dove sarebbe poco pratico installare un monumento di confine, l'accordo prevede invece che i tre paesi installino monumenti di confine sulla riva del fiume, e che la posizione del tripunto sia determinata rispetto a quei monumenti.
L'unità amministrativa sul lato russo del confine è il Distretto Khasansky del Territorio del Litorale; sul lato coreano, è la città di Rasŏn; dalla parte cinese c'è Fangchuan. La principale stazione di guardia di frontiera russa nella zona è Peschanaya.

### Linea di confine contro zona di confine
L'interpretazione di vari trattati può significare che nel fiume esiste una zona di confine tra Cina e Corea del Nord (o anche un condominio internazionale). In questo caso, il tripunto non sarebbe strettamente un punto in cui si incontra il territorio sovrano dei tre paesi.